# اویونبیلگین پوروباتار
اویونبیلگین پورِوباتار (به مغولی: Оюунбилэгийн Пүрэвбаатар) (زادهٔ ۲۳ نوامبر ۱۹۷۳) کشتی‌گیر سابق اهل مغولستان است که در دسته‌های وزنی ۵۸ و ۶۰ کیلوگرم کشتی آزاد رقابت می‌کرد. او برندهٔ دو مدال نقرهٔ مسابقات قهرمانی کشتی جهان (۲۰۰۱، ۲۰۰۲) و نیز مدال‌های نقره (۱۹۹۸) و طلا (۲۰۰۲) از بازی‌های آسیایی است. او همچنین قهرمان مسابقات قهرمانی کشتی آسیا (۱۹۹۷) است.
او ملی‌پوش مغولستان در بازی‌های المپیک ۲۰۰۰ سیدنی بود که به دلیل تست مثبت دوپینگ (استفاده از مادهٔ ممنوعه فوروزماید) دیسکالیفه شد و همچنین در المپیک ۲۰۰۴ آتن نیز حضور داشت که به مدالی دست نیافت.